# Omar (film)
Omar è un film palestinese del 2013 diretto e scritto da Hany Abu-Assad. È stato presentato in anteprima mondiale al Festival di Cannes 2013, dove ha vinto il premio della giuria nella sezione Un Certain Regard. Nel 2014 ha ricevuto una candidatura ai Premi Oscar come miglior film in lingua straniera.

## Trama
In Cisgiordania, le milizie israeliane hanno costruito una barriera di separazione per proteggere i coloni israeliani dai ribelli palestinesi. Omar è un giovane fornaio. Tutti i giorni scala di nascosto il muro per far visita ai suoi amici di infanzia, Amjad e Tarek, e per corteggiare Nadia, la sorella di Tarek di cui Omar è segretamente innamorato. Accomunati dal sogno di liberare la Palestina dall'occupazione israeliana, i tre ragazzi organizzano un agguato notturno al centro di controllo di Huwwara, durante il quale un soldato israeliano viene ucciso.
Il giorno dopo l'imboscata, la polizia israeliana cerca di arrestare i ribelli ma riesce a catturare soltanto Omar. Nonostante le torture, il ragazzo non confessa la propria colpevolezza né la vera identità di colui che ha ucciso il soldato. La polizia, senza prove, decide quindi di rilasciare Omar a patto che collabori con loro per arrestare entro un mese il vero colpevole. Omar non ha intenzione di tradire nessuno dei suoi amici, ma ciò che non sa è un duplice piano escogitato dagli agenti di polizia, nel quale un'altra persona è stata manipolata. Da questo momento in poi, il film si sviluppa in un gioco di inganni e paranoia destinato a stravolgere per sempre i sogni e le vite dei tre giovani ribelli e di Nadia.

## Produzione

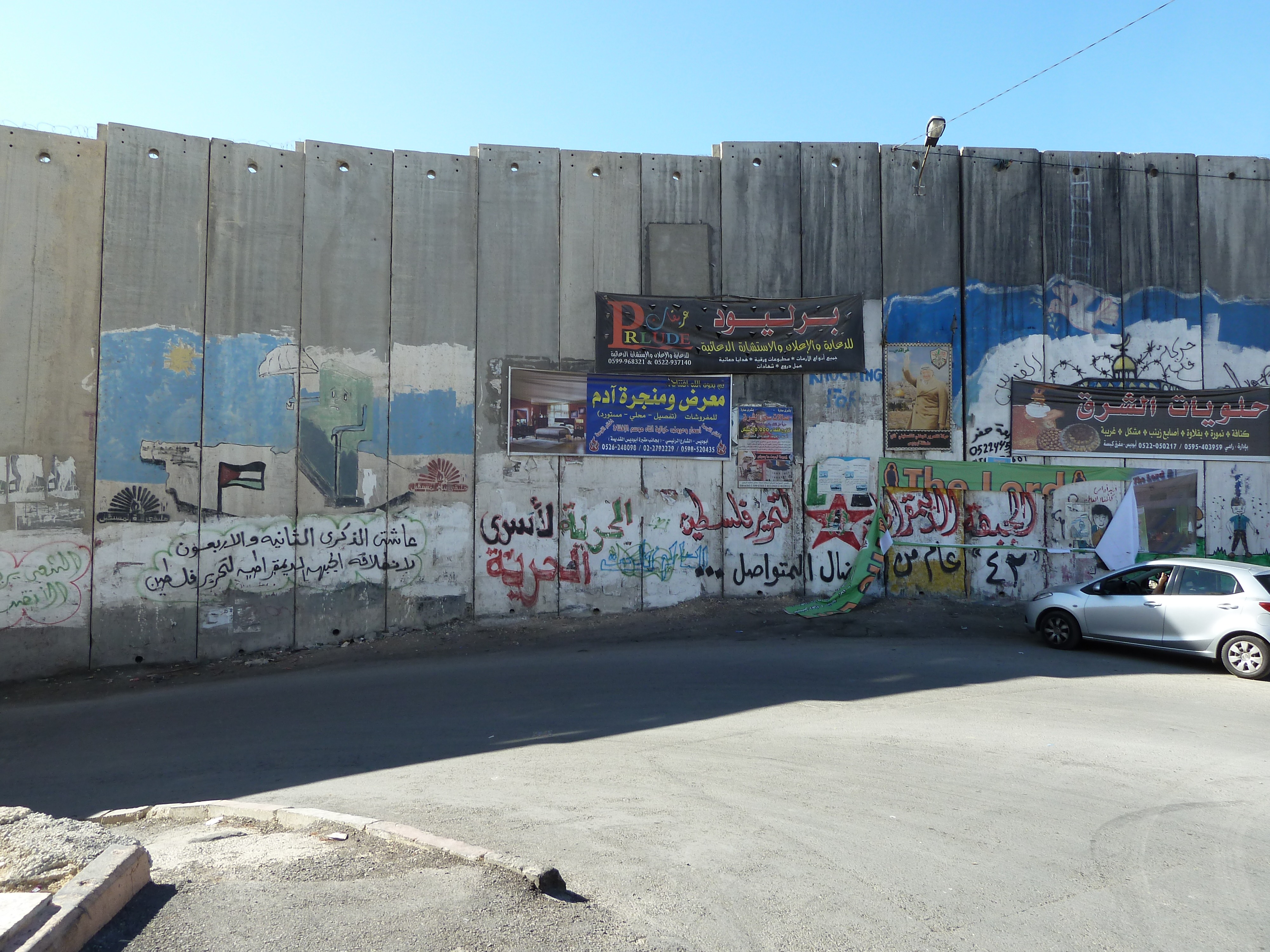
Jericho Road, Gerusalemme. Uno dei punti della barriera israeliana su cui si arrampica il protagonista.

Il film è stato girato a Nablus, a Nazareth, a Gerusalemme,  nel campo-profughi palestinese di Far'a, e a Beit She'an, dove sono stati costruiti i locali interni della prigione. Le riprese del film iniziarono alla fine dell'anno 2012 e si protrassero per otto settimane, una settimana in Israele e sette in Cisgiordania. La fase di produzione del film fu di difficile esecuzione. Alcuni investitori si tirarono indietro, nella barriera di separazione era proibito arrampicarsi, e nel campo-profughi una scena del film (la scena del funerale) fu sabotata. Alla fine delle riprese, il regista dichiarò che non avrebbe girato un altro film in quei territori, "i finanziamenti, le locations, i problemi con le autorità... era tutto troppo stressante".
Il regista ha affermato di aver preparato la struttura del film in una notte e di aver impiegato quattro giorni a ultimare la sceneggiatura. La storia del film si ispira a una vicenda vissuta da un amico palestinese del regista che in passato era stato attirato da un agente israeliano perché diventasse un collaboratore. Ad ispirare il regista fu anche il sentimento di paranoia che lo accompagnò durante le riprese del suo film precedente, Paradise Now, e con il quale Hany Abu-Assad ha convissuto fin da bambino, nella paura che l'autorità israeliana controllasse qualsiasi cosa facesse.
Il film si è sostenuto con un budget di circa 2 milioni di dollari, molto ridotto per gli standard internazionali ma alto per il cinema palestinese. La produzione cinematografica nei territori palestinesi è ostacolata dalla mancanza di fondi, dal fondamentalismo islamico e dall'autorità israeliana. Omar è stato interamente finanziato con contributi palestinesi. Il 5% del denaro fu elargito attraverso il programma Enjaaz del Dubai International Film Festival che si occupa di aiutare progetti cinematografici di registi arabi.
I ruoli di Omar, Nadia, Amjad e Tarek sono impersonati da attori esordienti su specifica richiesta del regista. Il casting durò sei mesi. In seguito fu tenuto un workshop per lavorare sullo sviluppo dei personaggi. Durante alcune scene di lotta e di tortura, agli attori fu fatto provare del vero dolore fisico stringendogli un polpaccio per aiutarli a simulare la sofferenza. Adam Bakri è stato sottoposto a un intenso allenamento fisico per limitare al massimo l'uso dello stuntman.

## Accoglienza
Il film è stato acclamato dalla critica e ha ricevuto recensioni positive dalla stampa internazionale, araba e israeliana. Su Rotten Tomatoes il film ha un indice di gradimento pubblico dell'83%. 
Il regista ha affermato che "il film è piaciuto a tutti, sia in Israele sia in Palestina. È piaciuto ai giornali della destra israeliana e pure ad Hamas, a parte la scena del bacio." La storia non è stata letta in chiave politica, anche se "ogni film è un prodotto politico". Il regista ha affermato che il successo del film come prodotto culturale è "una forma di resistenza. Più i palestinesi otterranno riconoscimenti, più ci sarà pace in Medio Oriente".
Il quotidiano The National degli Emirati Emirati Arabi Uniti ha inserito Omar nella lista dei 37 migliori film del decennio 2010-2019.

## Controversie
La scena del bacio fra Nadia e Omar è stata criticata da Hamas in quanto ritenuta proibita. Hamas chiese di tagliare la scena, ma la richiesta fu respinta. Per quanto riguarda l'opinione pubblica, alcuni palestinesi ritennero che il film umanizzasse troppo gli agenti di polizia israeliana, sostenendo che i detenuti nelle carceri subiscono crudeltà peggiori.

## Riconoscimenti
- Premio Oscar
  - 2014: Candidatura al miglior film in lingua straniera
- Festival di Cannes
  - 2013: Premio della giuria al miglior film (sezione Un Certain Regard)
- Dubai International Film Festival
  - 2013: Miglior regista a Hany Abu-Assad
  - 2013: Miglior film
- Asia Pacific Screen Awards
  - 2013: Miglior film
  - 2013: Miglior fotografia
  - 2013: Candidatura al miglior attore per Adam Bakri
- New York Film Festival
  - 2013: Candidatura al miglior film

- American Film Institute
  - 2013: Candidatura al premio della giuria come miglior film
- Camerimage
  - 2014: Rana d'Argento alla miglior fotografia
- Festival del cinema arabo di Malmö
  - 2014: Migliore attore a Adam Bakri[12]
- Human Rights Nights International Film Festival
  - 2014: Miglior film
- Palm Springs International Film Festival
  - 2014: Candidatura al miglior film in lingua straniera
- Premio Chlotrudis
  - 2015: Candidatura al miglior attore per Adam Bakri